# 18055 Fernhildebrandt
18055 Fernhildebrandt è un asteroide della fascia principale. Scoperto nel 1999, presenta un'orbita caratterizzata da un semiasse maggiore pari a 2,6923058 UA e da un'eccentricità di 0,1232798, inclinata di 11,12868° rispetto all'eclittica.